# UWC México 39
UWC México 39: Meráz vs. Ramos fue un evento de artes marciales mixtas producido por Ultimate Warrior Challenge México, que se llevó a cabo el 28 de octubre de 2022 en el Entram Gym de Tijuana, Baja California, México.